# オジンオズボーン
オジンオズボーンは、松竹芸能に所属していたお笑いコンビ。1999年結成。2022年解散。
コンビ名の由来は英国のロックアーティストオジー・オズボーンをもじったもので、高校の時にヘヴィメタル好きだった篠宮が名付けた。略称は、オジン、オジオズ。

## メンバー
篠宮 暁（しのみや あきら、1983年2月8日 - ）（42歳）
ボケ（コントではツッコミ）・ネタ作り担当、立ち位置は向かって左。
- 京都府京都市西京区出身。血液型O型。京都西高等学校卒業。
- お笑いを始めたきっかけは「一生笑って暮らしたいと思った」から。
- サッカーが好き。
- 特撮ヒーローに詳しく、それがきっかけとなり『仮面ライダー電王』に出演した。
- 2013年、入籍。

高松 新一（たかまつ しんいち、1980年11月21日 - ）（44歳）
ツッコミ（コントではボケ）担当、立ち位置は向かって右。
- 千葉県富里市出身。血液型B型。千葉県立富里高等学校卒業。
- お笑いを始めたきっかけは「小学生の時にクラスのお楽しみ会でコントをやり、それ以来はまった」から。
- ゆずのファンで、舞台衣装にゆずのＴシャツを着用している。
- 2014年に年下の一般人女性と入籍するも、2018年7月21日のライブにて離婚を発表した。
- 2022年内をもって、芸能界を引退。

## 概略
- 出会いは松竹芸能の養成所。篠宮が当時の養成所の同期の中から消去法で高松を選び、勧誘したことをきっかけにコンビを結成。篠宮は高校1年時に『ABCお笑い新人グランプリ』で優勝したOver Driveに憧れ、当時所属していた松竹芸能の養成所に入った[3]。
- コンビ結成は養成所時代の1999年で、松竹芸能ではチョップリン[注 1]、吉本興業ではNSCにおいて大阪校22期および東京校5期と同期に当たる。
- 芸人を始めた当初は篠宮は居酒屋、高松はコンビニエンスストアでアルバイトをして生計を立てていた。
- 2011年1月、永沢たかし（磁石）が結成した、芸歴10年前後の吹きだまり芸人によるユニット「FKD48」に加入。高松がお笑い担当→千葉担当で担当カラーは黄色、篠宮が元気担当で担当カラーは黒となっている。
- 2013年、『THE MANZAI』の予選を6位で勝ち抜き、決勝に進出。ネタ終了後、岡村隆史（ナインティナイン）から「オジンオズボーン、壊れました」と言われたが、ビートたけしからは「すごいねえ。もう計算通りだねえ。今のね。ネタフリからオチまで。見事に変えていって、見事につくったね、このネタ」と高評価を受けるも、審査では同グループの千鳥に敗れる。
- M-1グランプリのキャリア規定により出場できなくなってからは、キングオブコント出場も模索していたが、納得のいくコントネタが仕上がらず断念している。『しくじり先生』では篠宮が振り返る形で、高松が解散を持ちだした最初の出来事だったと振り返っている[4]。
- 2022年9月8日、篠宮のYouTubeチャンネルにて、高松が年内で芸人を引退し、オジンオズボーンを解散すると発表した[5]。漫才仕事を重視したい高松（その仕事が減っているゆえのモチベーション低下[6]）と、個人仕事を重視した篠宮のすれ違いがおもな理由で、高松が切り出した際には次の仕事が決まっていないこともあり、篠宮が引き留めた。12月31日、同日をもってのコンビ解散が松竹芸能のホームページで発表された[7][8]。篠宮は同社で引き続き活動、高松は芸能界を引退した[7]。

## 芸風
- 主に漫才。ネタ（挨拶）が終わるとお互いに向かい合って一礼をする。
- 以前は篠宮がネタ中にラップを歌うネタなどをしていたが、2012年から篠宮がネタ中にダジャレを連発する芸風となった。
- 高松は生まれも育ちも千葉県だが、養成所入所後に関西弁を習得した。
- 主なツカミとして「ここ（センターマイク）まで二歩、二歩純」などと発した後、わざとすべるギャグを篠宮がやってから「どうも、すべりんぞうです」と挨拶するという流れの漫才[9]。中盤からは篠宮のダジャレボケに対して、高松がダジャレボケで返すというパターンもある。
- 2017年からは篠宮が「シャッフル男爵」なるキャラクターに扮し、歌とリズム（事前収録）とフリップネタを組み合わせた「シャッフルネタ」を始めた。

## 略歴
- 1999年結成。以来、大阪を拠点に活躍。当時のコンビ名は『篠宮高松』。
- 2001年、若手お笑い芸人を紹介する深夜番組『BACK-UP!』に出演。MCのおすぎとピーコに篠宮が気に入られたものの、東京でのブレークには至らず。
- 2002年、第32回『NHK上方漫才コンテスト』優秀賞を受賞。
- 2005年、『ゲンセキ』に出演。コント番組『10カラット』のレギュラーに選ばれ、これを機に活動の拠点を大阪から東京へと移す[3]。
- 2006年、東京へ活動拠点を移した途端に『10カラット』が終了。アルバイトとの2足のわらじの生活が始まる[3]。
- 2008年、『爆笑オンエアバトル』の第10回チャンピオン大会で6位。またこの大会でゴールドバトラーに認定。
- 2009年、エンターブレインのDVD雑誌『ファミ通WaveDVD』のコーナー「アメリカザリガニのキカイノカラダ」にてコーナー乗っ取りを計画。MCのアメリカザリガニを相手に『タイムクライシス4』で対戦するも敗北。今後一切のエンターブレインへの出入り禁止を言い渡されてしまう。
- 2011年6月、この年に開業した東京・松竹芸能新宿角座で単独ライブを行う。
- 2012年、『THE MANZAI』の認定漫才師に選ばれ、2回の本戦サーキットをそれぞれ2位・1位と記録し、予選順位を2位で決勝進出。結果は決勝ブロック1回戦敗退に終わるがこれを機に全国放送のテレビ番組などへの出演が増加、知名度を上げる[3]。
- 2013年、篠宮が入籍。
- 2014年、高松が入籍。
- 2018年6月、高松が離婚[10]。
- 2022年
  - 9月に解散を発表。コンビでの活動は12月までを予定し、篠宮のYouTube動画で解散までのドキュメンタリー「終活」を開始[11]。
  - 12月31日、所属事務所より同日付けで解散と発表される[12]。

## 賞レースでの戦績

### 爆笑オンエアバトル
- 戦績17勝7敗 最高517KB ゴールドバトラー認定
- 初出場は、2001年6月2日放送回の大阪収録だが、この回は281KBでオフエア。当時篠宮は18歳、高松は20歳とかなり若かった。初オンエアは2度目の出場になった2002年2月9日放送回で453KB。同じく大阪収録だった。2002年10月12日放送回の大阪収録でオンエアを獲得してからはしばらく出場がなかったが、久々の登場となる2004年6月19日放送回の岡山収録で自己最高となる517KBを記録し、初のトップ通過を果たした。この回をきっかけに番組の常勝組となっていく。
- 2006年6月9日放送回で連勝が8でストップ。この回は漫才ではなくコントを披露した。また篠宮は敗者コメントで、「調子に乗ってコントやっちゃいました」と嘆いていた。当番組でコントを演じたのはこの回のみで、それ以外は全て漫才を披露している。
- 2007年度までは高得点を連発し、好調だったが2008年度は思うように高得点を記録できず下記の通り1勝しかできなかった。更には連敗をしたことでオンエア率が下がり、ゴールドバトラーの条件から外れてしまった。ただし剥奪はされていない。
- 2019年に復活した、『爆笑オンエアバトル20年SPECIAL 〜平成最後の年に一夜限りの大復活!〜』（2019年3月23日放送）ではコンビで審査員を務めた。
  - 2001年度（1勝1敗）
  - 2002年度（2勝2敗）
  - 2004年度（3勝0敗）ｰ 第7回 チャンピオン大会 セミファイナル6位敗退
  - 2005年度（4勝0敗）ｰ 第8回 チャンピオン大会 セミファイナル9位敗退
  - 2006年度（2勝2敗）
  - 2007年度（4勝0敗）ｰ 第10回チャンピオン大会 ファイナル6位、ゴールドバトラーに認定される。
  - 2008年度（1勝2敗）

### M-1グランプリ
| 年度   | 結果         | 会場               | 日時       |
| ------ | ------------ | ------------------ | ---------- |
| 2001年 | 2回戦敗退    | NGKスタジオ        |            |
| 2003年 | 準決勝進出   | ルミネtheよしもと  | 2003/11/29 |
| 2004年 | 3回戦進出    | NGKスタジオ        | 2004/11/14 |
| 2005年 | 準決勝進出   | なんばグランド花月 | 2005/12/11 |
| 2006年 | 3回戦進出    | ルミネtheよしもと  | 2006/11/26 |
| 2007年 | 2回戦敗退    | ラフォーレ原宿     | 2007/11/02 |
| 2008年 | 3回戦進出    | ルミネtheよしもと  | 2008/11/16 |
| 2009年 | 3回戦進出    | 京橋花月           | 2009/11/29 |
| 2015年 | 準々決勝進出 | 浅草公会堂         | 2015/11/03 |

### その他
- 2001年 第31回 NHK上方漫才コンテスト 決勝進出
- 2002年 第32回 NHK上方漫才コンテスト 優秀賞
- 2007年 第5回 MBS新世代漫才アワード 決勝進出 ｰ 準決勝でハリガネロックに敗れる。
- 2008年 第6回 お笑いホープ大賞 決勝進出
- 2008年 第1回 キングオブコント 準決勝進出
- 2009年 第7回 MBS新世代漫才アワード 決勝進出 ｰ 準決勝で優勝したspan!に敗れる。
- 2012年 日清食品THE MANZAI  認定漫才師 - 予選サーキットランキング2位 決勝Aグループ4位
- 2013年 日清食品THE MANZAI  認定漫才師 - 予選サーキットランキング6位 決勝Aグループ3位
- 2015年 CygamesTHE MANZAI プレマスターズ 予選選出

## 現在の主な出演番組
オジンオズボーンの出演作品を記載。個別での出演作品は「篠宮暁の出演作品」、「高松新一の出演作品」を参照。

### テレビ
- あらぶんちょ!（東京ケーブルネットワーク、2007年4月 - ）不定期出演

#### 特別番組
- オールスター後夜祭（TBSテレビ、2018年3月31日・10月6日）

### ラジオ
- 松竹お笑いラジオ 竜巻レインボー（CBCラジオ）
- オジンオズボーンのガクヤトーク（Radiotalk、2020年1月 - ）

## 過去の出演番組

### 過去のレギュラー番組
- ティーンズTV 世の中なんでも経済学（NHK教育）
- 痛快!エブリデイ（関西テレビ）ｰ 金曜日
- わいど!ABC（朝日放送、2004年4月₋9月）ｰ 金曜日レギュラー
- 10カラット（TBSテレビ、2005年10月6日 - 2006年3月30日）
- 大進撃放送BONZO!（東京MXテレビ）ｰ 2006年9月レギュラー卒業
- っちゅ〜ねん!（「ピーコのファッションチェック」コーナーのロケ）（毎日放送）
- M size 月曜-木曜（MTVジャパン）
- 突撃!!リサーチャーズ（ケーブルテレビ品川、2009年10月 - 2014年3月）
- なつめぐ堂（CBCテレビ）金曜日 - なつめぐ堂モデルルームのコーナー担当
- レッツゴー! 仮面ライダーGIRLS（2011年4月 - 9月、東映チャンネル）
- ゴゴスマ -GO GO!Smile!-（CBCテレビ、2013年4月 - 2015年3月24日）火曜リポーター
- PON!（日本テレビ、2014年4月3日-2015年3月26日）木曜日突撃芸人
- マサカメTV（NHK総合、2013年4月 - 2016年3月）レポーター、不定期出演

### ラジオ
みかりん・オジオズのビタラジ！(KBS京都ラジオ、2003年)
- エビ中☆なんやねん（MBSラジオ、2013年10月15日 - 12月31日）
- 大竹まこと ゴールデンラジオ!（文化放送、2014年4月3日 - 2017年3月30日）- 大竹サテライト 木曜日レポーター
- 爆笑問題の日曜サンデー（TBSラジオ、2016年2月14日）
- オジンオズボーンのオールナイトニッポンGOLD（ニッポン放送 2012年11月6日、2013年1月1日、1月15日）
- オジンオズボーンのオールナイトニッポンR（ニッポン放送 2013年3月2日、2014年5月3日）
- 上方演芸会（2021年10月23日・NHKラジオ第１）

### 特撮
- 仮面ライダー電王（テレビ朝日・2007年）2人組の若者役
- トミカヒーロー レスキューフォース（テレビ愛知・2008年）19話
- アイドル×戦士ミラクルちゅーんず!（2017年10月29日  、テレビ東京）-  日置建造役（ 篠宮暁 ）新藤誠三役（ 高松新一 ）

### 映画
- 鴨川ホルモー（2009年）
- BECK（2010年）
- 映画 ST 赤と白の捜査ファイル（2015年）

### インターネット
- 特撮ダイスキマン（WB(ダブルビー)、2016年2月7日 -）篠宮による連載コラム

## DVD
- 育ちざかりボーイ（2006年）- 新宿SPACE107で行われた単独ライブ“ちはる”“育ちざかりボーイ”の2本から収録。
- やんちゃ漫才（2008年）
- 漫才する彦やる蔵 （2013年2月27日発売）